# 조지 손
조지 루이스 엘리엇 손(George Louis Elliot Thorne, 1993년 1월 4일, 잉글랜드 채텀 ~ )은 잉글랜드의 전 프로 축구 선수이다. 과거 미드필더로 활약했다.